# Алфа ћелије
Алфа ћелије (α-ћелије) су врста ћелија које се формирају у деловима ендокриног панкреаса и чине 15% до 20% (од укупног броја) ћелија Лангерхансових острваца. Алфа ћелије луче хормон глукагон, чији је главни ефекат повећање нивоа глукозе у крви.
Алфа ћелије се углавном налазе на периферији Лангенхансових острваца панкреаса и окружују бета ћелије са свих страна заједно са делта ћелијама.
На електронској микроскопији, алфа ћелије се разликују по карактеристичним гранулама које садрже густо језгро окружено уским светлим халом. Величина гранула је око 230 Нм. Оне су отпорне на алкохол, али се растворају у води и показују афинитет за бојење киселином.
Према најсавременијим сазнањима о главном инкретину-хормону – GLP-1, посебно је значајна улога овог хормона у регулацији секреције инсулина, преко дејства на бета и алфа ћелије панкреаса. Најпотентнији глукоинкретин-хормон, GLP-, стимулише секрецију инсулина зависну од нивоа гликозе и при еугликемији, односно GLP-1 игра главну улогу у ентероинсулинској осовини. Дејство GLP-1 на ћелије D и бета-ћелије непосредно је, док је дејство на алфа-ћелије посредно, односно GLP-1 инхибише лучење глукагона паракриним механизмом путем стимулације лучења соматостатина.
Познато је да GLP-1 „дозвољава“, у активацији гликозе, да се повећа секреција инсулина из бета ћелија, односно GLP-1 може „опремити“ бета ћелије да буду гликозно компетентне.
Он такође стимулише биосинтезу проинсулина (транскрипцију гена за инсулин), стимулише секрецију инсулина, а најновија истраживања указују да стимулише пролиферацију и неогенезу бета ћелија ендокриног панкреаса.
Такође он стимулише лучење соматостатина, а на алфа ћелије панкреаса делује тако што инхибише секрецију глукагона. Међутим, нејасно је да ли GLP-1 инхибише секрецију глукагона непосредним дејством на алфа ћелије или познатим паракриним ефектима инхибиције инсулина и соматостатина на алфа ћелије.